# 褐毛野豌豆
褐毛野豌豆（学名：Vicia pannonica）为豆科野豌豆属下的一个种。